# Danmarks ambassade i Damaskus
Danmarks ambassade i Damaskus er Danmarks officielle repræsentation i Syrien. Ambassaden blev etableret i 1992 for at fremme diplomatiske forbindelser og samarbejde mellem Danmark og Syrien. 
Ambassadens primære opgaver omfatter at varetage danske interesser i Syrien, herunder politiske og diplomatiske relationer, udviklingssamarbejde samt kulturelle forbindelser. Ambassaden yder også konsulær assistance til danske borgere i landet.

## Historie
Danmark og Syrien har haft diplomatiske forbindelser i flere årtier. I de senere år har ambassadens aktiviteter været påvirket af den politiske situation i Syrien. Danmark har i øjeblikket ingen ambassadør med fast base i Syrien. I begyndelsen af 2025 planlægger Danmarks ambassadør til Syrien, som har kontor i Libanon, at rejse til Damaskus for at indlede en dialog med det nye styre i landet.

## Angrebet i 2006
I begyndelsen af 2006 blev ambassaden udsat for angreb i forbindelse med Muhammed-krisen, hvor der blev sat ild til ambassaden. Dette førte til en midlertidig lukning af ambassaden.